# Tribus griegas
El término tribu, aplicado a los antiguos pueblos de origen griego, se suele emplear para designar dos realidades distintas, que responden a distintos sustantivos griegos, "etnia" (ἔθνος) y "tribu" (φυλή).
Por un lado se habla de tribus griegas para designar un grupo impreciso de pueblos indoeuropeos que hablaban diferentes variantes del griego antiguo: aqueos, dorios, jonios, eolios, arcadios; incluso los pelasgos, que suelen considerarse prehelénicos, son a veces listados como una tribu griega. Para denominar a estos gentilicios o etnónimos, que distintas comunidades griegas de la Antigüedad se aplicaban a sí mismas como endónimo, se utilizaban expresiones como Έλλήνων φυλή (hellénon phylé -"tribus griegas"-) o Έλλήνων έθνη (hellénon éthne -"razas griegas"-). Un endónimo común para todos los griegos era Ἕλενος (helenos), pero no era el único (véase Nombres de los griegos).
Por otro lado, desde la época arcaica, en la organización sociopolítica interna de las poleis griegas, además de su pertenencia a la ciudadanía de una polis, un griego pertenecía a la vez a una phylé (φυλή  -"tribu", "raza", "pueblo"-, del griego phyestai -"descender"-) y a un clan con cuyos miembros le unían lazos de sangre. En Atenas se desarrollaron, a partir de estas pertenencias a tribus, distritos regionales que formaron la base de los distritos militares (reformas legislativas de Solón y Clístenes).

## Jonios
Era característico de las polis jonias la distribución de los habitantes en cuatro tribus.
Las tribus jonias mejor conocidas son las de Atenas o tribus áticas.

### Tribus áticas

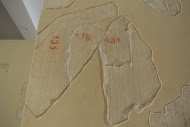
Lista de tribus atenienses

En la antigüedad, el Ática estaba dividida en 4 tribus. Estas tribus llevaban el nombre de los hijos de Ion. Estas a su vez, estaban divididas en 12 naucrarías.
Cada distrito militar presentaba milicias, que también se llamaban phyle (similares a las actuales compañías) y que formaban la base del ejército.

#### Antes de Clístenes
Las cuatro tribus (phylai) antiguas en las que estaba agrupada la población, estaban basadas en las relaciones familiares y formaban el pilar de la aristocracia. Los nombres de esas tribus primitivas podrían significar:
- Geleontes, los "brillantes", "los nobles" (de gelân, "brillar").
- Egícoras, los "cabreros" (relacionados con aíx, "cabra").
- Árgades, los trabajadores" (de árgon, "trabajo").
- Hopletes, "los soldados" (de "hópla", "armas").

Cada tribu estaba dividida en tres tritías, a la cabeza de cada tribu se hallaba un phylobasileus: "rey de la tribu". Otro tipo de unidad del cual no se conoce la función exacta es la naucraría. El término naucraros designaba al jefe de un navío, en el que se ha querido ver una unidad ligada al financiamiento de la marina, pero sin ninguna certeza. Había 48 naucrarías, es decir, 12 por tribu.

#### Tras la reforma: la Isonomía
Clístenes llevó a cabo una redistribución territorial, procurando que el territorio de ninguna de las nuevas tribus coincidiera con la zona de influencia de un clan aristocrático (genos), y que en la nueva tribu no primara un determinado elemento social. Fijó, pues, el territorio de cada tribu a partir de elementos geográficos heterogéneos y, cuando fuera posible, alejados entre sí.
Clístenes dividió el Ática en 100 demos, o municipios, que estaban repartidos en 30 tritias de 3 o 4 demos cada una, para eliminar antiguas comunidades gentilicias o cultuales.
Una tribu estaba formada por una parte de la ciudad, un territorio y una zona de costa, es decir una de cada región. De esa manera, los miembros de las distintas tribus no tenían contactos personales en su totalidad ni intereses comunes. Cada tribu poseía sus propios terrenos y elegía magistrados para administrar sus bienes.
Dividió cada región en diez distritos, o tritías, cada una de población equivalente. Las 10 primeras tritías correspondían a la ciudad de Atenas (la ciudad, Asty) y sus inmediaciones, las 10 segundas correspondían al territorio costero (la costa, Paralia) y las 10 últimas correspondían a las zonas rurales (el interior, Mesogea). Esta distribución de los demos hacía que una tritía no representara nunca un conjunto geográfico uniforme, ya que estaba compuesta por demos dispersos en las tres regiones.
Tras la reforma de Clístenes había en total 10 tribus de las que cada una tenía una representación en el consejo de los 500 (es decir, 50 representantes por tribu).
La reunión de una tritia de cada región constituía una tribu: había, pues, diez tribus. Este sistema rompió la práctica del clientelismo tradicional, de manera que en ellas primaran los intereses colectivos sobre los gentilicios, y se impuso en la organización de todas las instituciones de la ciudad. Se habla entonces de Isonomía. (véase también: Democracia ateniense).

##### Las tribus de Clístenes
A fin de satisfacer a la costumbre griega de elegir un fundador mítico (como en el caso de los oikistes míticos, los fundadores de ciudades tales como Erictonio (en Atenas)). Las 10 tribus áticas llevaban el nombre de sus héroes epónimos (del griego antiguo επ-ονομάζω = denominar según).
Los nombres de las diez tribus, citadas por su orden oficial, escogiéndolos de entre un grupo de cien que los atenienses le presentaron, eran:
| Tribu                           | Héroe                           | N.º de tribu |
| ------------------------------- | ------------------------------- | ------------ |
| Erecteide (οἱ Ἑρεχθηΐδαι)       | Erecteo                         | 1.ª Tribu    |
| Egeide (οἱ Ἁιγείδαι)            | Egeo                            | 2.ª Tribu    |
| Pandiónide (οἱ Πανδιονίδαι)     | Pandión                         | 3.ª Tribu    |
| Leóntide (οἱ Λεοντίδαι)         | Leos                            | 4ª Tribu     |
| Acamántide (οἱ Ἀκαμαντίδαι)     | Acamante                        | 5ª Tribu     |
| Eneide (οἱ Οἰνείδαι)            | Eneo, hijo ilegítimo de Pandión | 6ª Tribu     |
| Cecrópide (οἱ Κεκροπίδαι)       | Cécrope                         | 7ª Tribu     |
| Hipotoóntide (οἱ Ἱπποθοωντίδαι) | Hipotoonte                      | 8ª Tribu     |
| Eántide (οἱ Ἀιαντίδαι)          | Áyax, hijo de Telamón           | 9.ª Tribu    |
| Antióquide (οἱ Ἁντιοχίδαι)      | Antíoco, hijo de Heracles       | 10.ª Tribu   |

##### Papel político
Cada tribu enviaba a 50 de sus miembros elegidos al azar, a partir de una lista de voluntarios, a la Boulé, el Consejo. Los bouleutas, agrupados por tribu, asumían durante un mes (36 días) el cargo de pritanos, y formaban la presidencia de la Boulé y de la Asamblea

### Otras ciudades jonias
En otras ciudades jonias en parte existían las mismas tribus que en Atenas, lo que se puede aclarar con un origen común o con una adopción consciente del hecho, en parte existían tres tribus de nombres distintos a las anteriores.

## Dorios
Entre los dorios había inicialmente tres tribus, Hylleis, Dymanes y Pamphyloi, que se mantuvieron en muchas ciudades del área de asentamiento dorio. En algunas ciudades hubo una cuarta tribu para la población no doria.

### Creta
Los dorios de Creta dieron una importancia especial a las tribus (allí llamados πυλα) durante la época clásica. Tal como demuestran las Leyes de Gortina, los dirigentes de una ciudad cretense, los kosmoi, eran elegidos de entre los ciudadanos en edad militar pertenecientes a una tribu, los llamados startos. Cada año un starto, y por lo tanto una tribu, distinto obtenía el encargo de elegir el cuerpo de kosmoi, de forma que todas las tribus tuvieran una participación equitativa en el poder. También en los párrafos de dichas leyes que tratan de la herencia de las hijas, aparecen las tribus. La hija heredera estaba obligada a casarse dentro de la propia phyle, si ya no quedaban parientes con derecho a heredar o si la hija heredera no quería casarse con ninguno de estos. Sólo cuando los esfuerzos por arreglar una boda dentro de la tribu no tenían éxito, podía casarse con alguien que no perteneciera a su tribu.